# Brachy
Brachy est une commune française située dans le département de la Seine-Maritime en région Normandie.

## Géographie

### Hydrographie
La commune est située dans le bassin Seine-Normandie. Elle est drainée par la Saâne,.
La Saâne, d'une longueur de 40 km, prend sa source dans la commune de Yerville et se jette  dans la Manche en limite des communes de Sainte-Marguerite-sur-Mer et de Quiberville-sur-Mer, après avoir traversé 24 communes. Les caractéristiques hydrologiques de la Saâne sont données par la station hydrologique située sur la commune de Biville-la-Rivière. Le débit moyen mensuel est de 2,07 m3/s. Le débit moyen journalier maximum est de 5,19 m3/s, atteint lors de la crue du 28 mai 2018. Le débit instantané maximal est quant à lui de 8,97 m3/s, atteint le même jour.

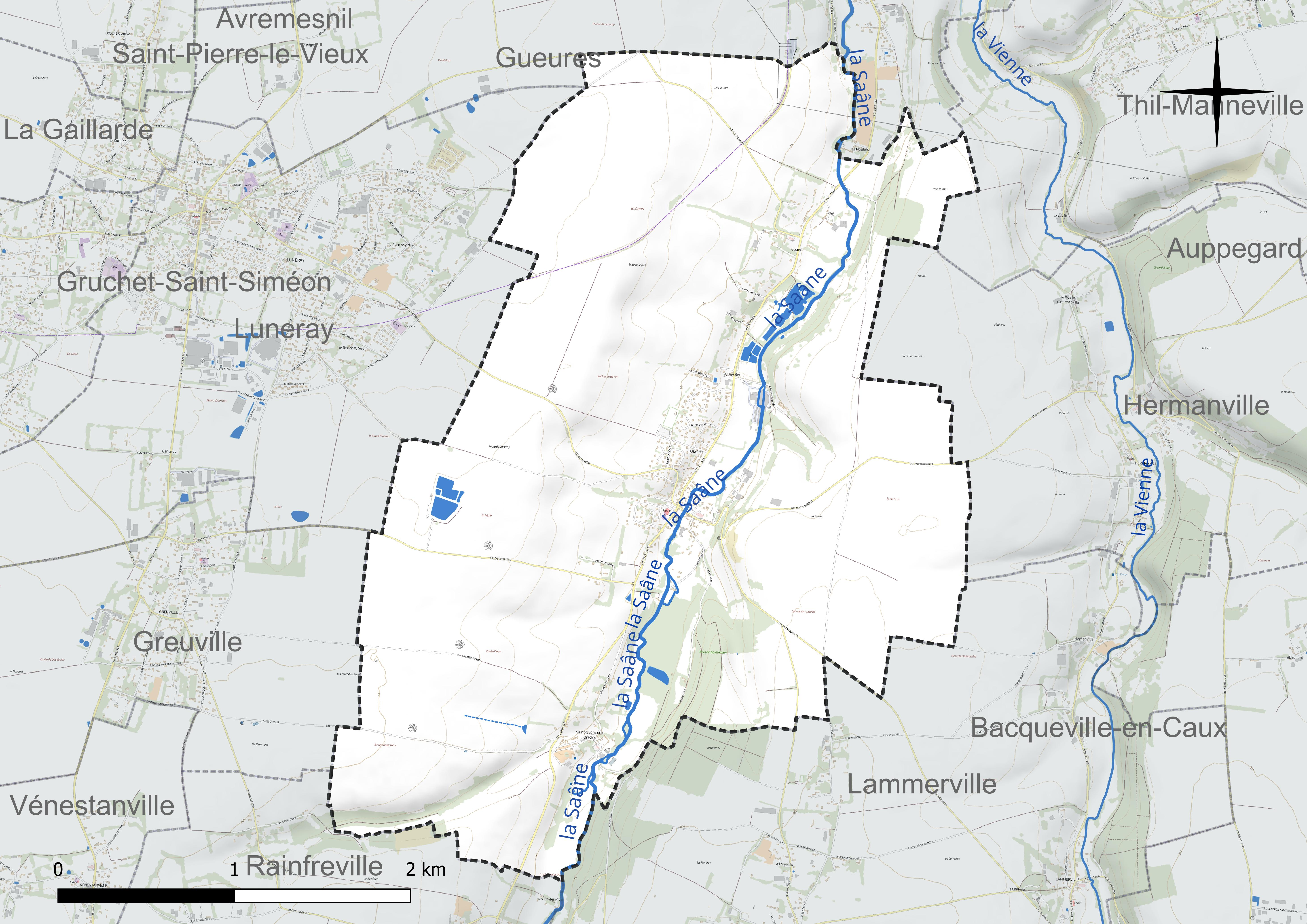
Réseau hydrographique de Brachy.

### Climat
Pour des articles plus généraux, voir Climat de la Normandie et Climat de la Seine-Maritime.
En 2010, le climat de la commune est de type climat océanique franc, selon une étude du CNRS s'appuyant sur une série de données couvrant la période 1971-2000. En 2020, Météo-France publie une typologie des climats de la France métropolitaine dans laquelle la commune est exposée à un climat océanique et est dans la région climatique Côtes de la Manche orientale, caractérisée par un faible ensoleillement (1 550 h/an) ; forte humidité de l’air (plus de 20 h/jour avec humidité relative > 80 % en hiver), vents forts fréquents. Parallèlement le GIEC normand, un groupe régional d’experts sur le climat, différencie quant à lui, dans une étude de 2020, trois grands types de climats pour la région Normandie, nuancés à une échelle plus fine par les facteurs géographiques locaux. La commune est, selon ce zonage, exposée à un « climat maritime », correspondant au Pays de Caux, frais, humide et pluvieux, légèrement plus frais que dans le Cotentin.
Pour la période 1971-2000, la température annuelle moyenne est de 10,6 °C, avec une amplitude thermique annuelle de 12,9 °C. Le cumul annuel moyen de précipitations est de 879 mm, avec 13,1 jours de précipitations en janvier et 8,3 jours en juillet. Pour la période 1991-2020, la température moyenne annuelle observée sur la station météorologique la plus proche, située sur la commune de Dieppe à 15 km à vol d'oiseau, est de 11,3 °C et le cumul annuel moyen de précipitations est de 805,2 mm,. Pour l'avenir, les paramètres climatiques de la commune estimés pour 2050 selon différents scénarios d’émission de gaz à effet de serre sont consultables sur un site dédié publié par Météo-France en novembre 2022.

## Urbanisme

### Typologie
Au 1er janvier 2024, Brachy est catégorisée commune rurale à habitat dispersé, selon la nouvelle grille communale de densité à sept niveaux définie par l'Insee en 2022.
Elle est située hors unité urbaine. Par ailleurs la commune fait partie de l'aire d'attraction de Dieppe, dont elle est une commune de la couronne,. Cette aire, qui regroupe 62 communes, est catégorisée dans les aires de 50 000 à moins de 200 000 habitants,.

### Occupation des sols
L'occupation des sols de la commune, telle qu'elle ressort de la base de données européenne d’occupation biophysique des sols Corine Land Cover (CLC), est marquée par l'importance des territoires agricoles (88,6 % en 2018), en diminution par rapport à 1990 (89,5 %). La répartition détaillée en 2018 est la suivante : 
terres arables (74,3 %), prairies (14,3 %), forêts (7,8 %), zones urbanisées (3,6 %). L'évolution de l’occupation des sols de la commune et de ses infrastructures peut être observée sur les différentes représentations cartographiques du territoire : la carte de Cassini (XVIIIe siècle), la carte d'état-major (1820-1866) et les cartes ou photos aériennes de l'IGN pour la période actuelle (1950 à aujourd'hui).

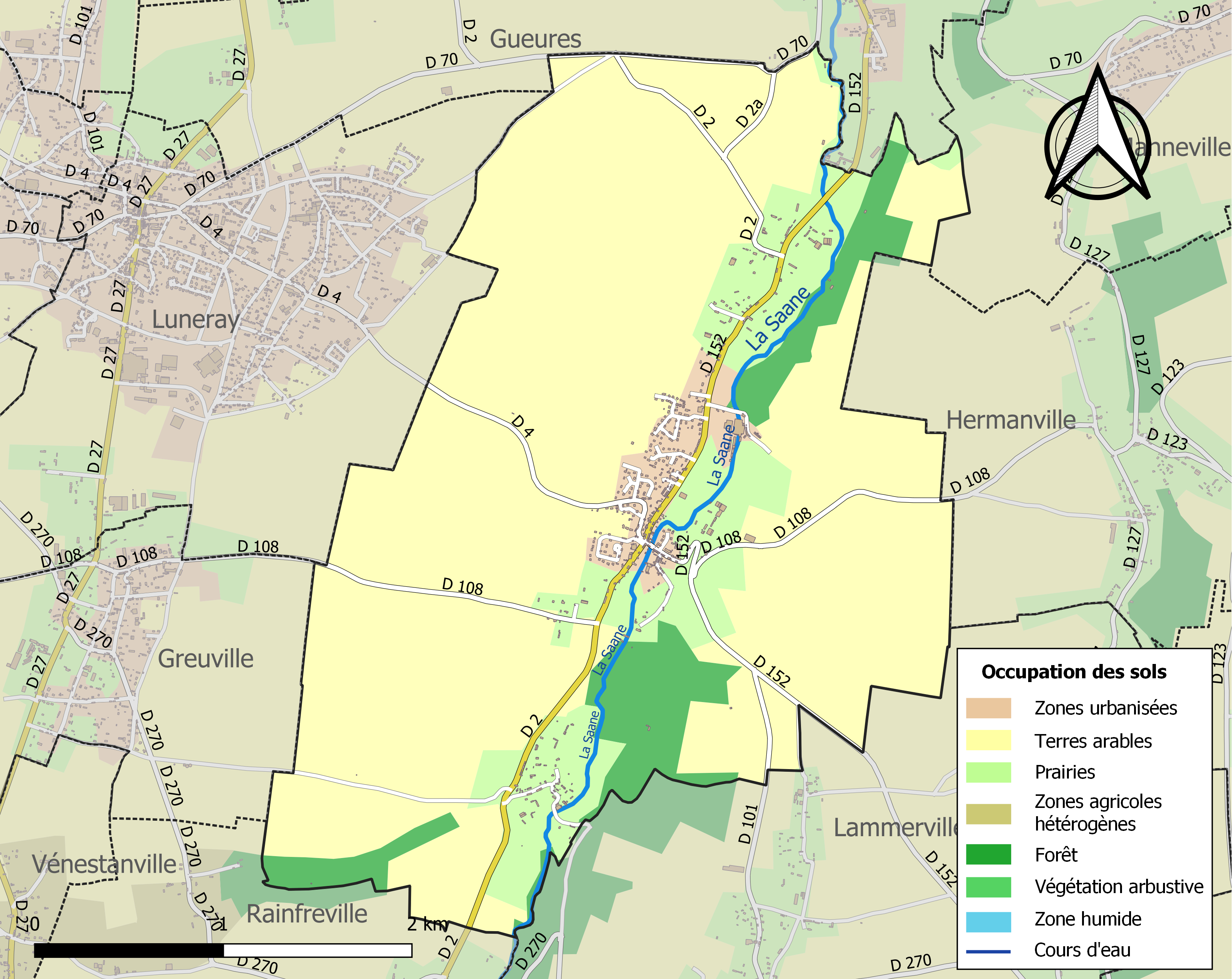
Carte des infrastructures et de l'occupation des sols de la commune en 2018 (CLC).

## Toponymie
Le nom de la localité est attesté sous les formes Braciacum  vers 825,, Brace vers 1037 et 1045, Bracce vers 1040 et 1043, Braceto en 1047, de Bracheio en 1134, Audulfus de Bracheio avant 1164, Alduffi de Braci en 1178, Aldolfi de Braci en 1155, Aldulfi de Braceio en 1184 et 1188, Audulfi de Brachi en 1188 et 1189 (Rec. Henri II, II, 425), Decanus de Brachi au début XIIIe siècle (Arch. S.-M. 16 H), Ecc. de Brachi en 1210, Brachi en 1216 (Arch. S.-M. 18 H), de Braci en 1218 (Arch. S.-M. G 4106), ecc. de Bracheio vers 1240, Brachi en 1319 (Arch. S.-M. G 3267), Decanatus de Brachiaco et Brachi en 1337, de Saint-Martin de Brachy en  1344 (Arch. S.-M. G 4106), A Brachy en 1392 (Arch. Nat. P. 284-1), Brachy en 1431 (Longnon).

## Histoire
Commune réunie à celle de Saint-Ouen-sur-Brachy par ordonnance royale du 4 décembre 1822.

## Politique et administration

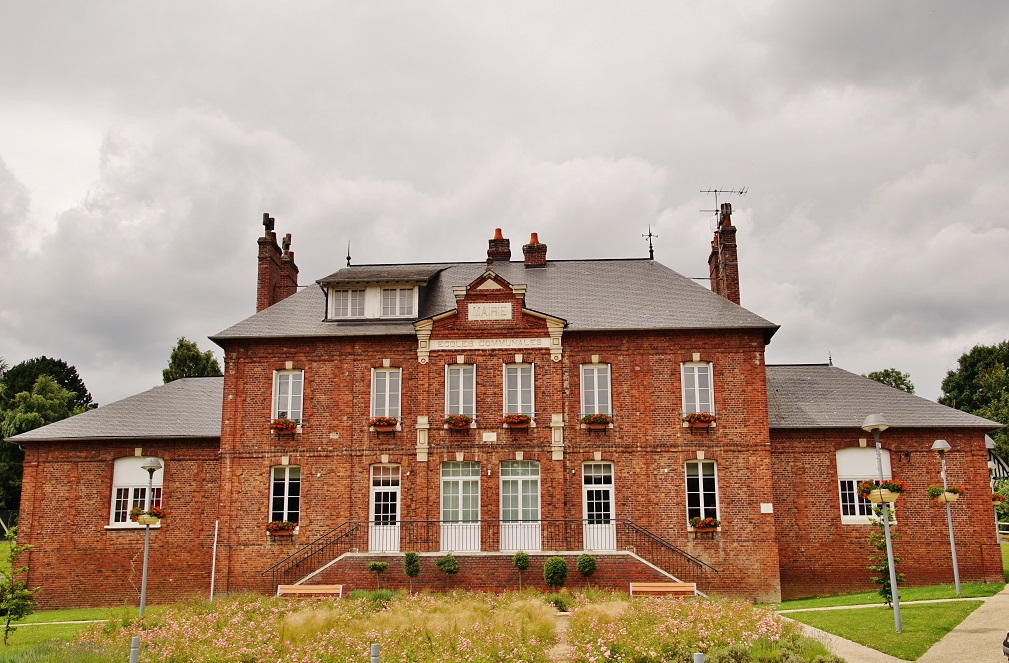
La mairie.

| Période                                  | Période                    | Identité          | Étiquette | Qualité                                          |
| ---------------------------------------- | -------------------------- | ----------------- | --------- | ------------------------------------------------ |
| Les données manquantes sont à compléter. |                            |                   |           |                                                  |
| 1933                                     |                            | Jules Leroux      |           |                                                  |
| Les données manquantes sont à compléter. |                            |                   |           |                                                  |
| mars 2001                                | mars 2008                  | Robert Leseigneur |           |                                                  |
| mars 2008                                | En cours (au 10 août 2020) | Christophe Leroy  |           | Clerc de notaire Réélu pour le mandat 2020-2026, |

## Population et société

### Démographie
L'évolution du nombre d'habitants est connue à travers les recensements de la population effectués dans la commune depuis 1793. Pour les communes de moins de 10 000 habitants, une enquête de recensement portant sur toute la population est réalisée tous les cinq ans, les populations de référence des années intermédiaires étant quant à elles estimées par interpolation ou extrapolation. Pour la commune, le premier recensement exhaustif entrant dans le cadre du nouveau dispositif a été réalisé en 2005.

En 2022, la commune comptait 676 habitants, en évolution de −11,98 % par rapport à 2016 (Seine-Maritime : +0,35 %, France hors Mayotte : +2,11 %).
| 1793 | 1800 | 1806 | 1821 | 1831 | 1836 | 1841 | 1846 | 1851 |
| ---- | ---- | ---- | ---- | ---- | ---- | ---- | ---- | ---- |
| 309  | 272  | 352  | 270  | 546  | 588  | 614  | 597  | 657  |

| 1856 | 1861 | 1866 | 1872 | 1876 | 1881 | 1886 | 1891 | 1896 |
| ---- | ---- | ---- | ---- | ---- | ---- | ---- | ---- | ---- |
| 701  | 738  | 731  | 607  | 578  | 637  | 745  | 805  | 830  |

| 1901 | 1906 | 1911 | 1921 | 1926 | 1931 | 1936 | 1946 | 1954 |
| ---- | ---- | ---- | ---- | ---- | ---- | ---- | ---- | ---- |
| 798  | 735  | 702  | 563  | 612  | 619  | 630  | 618  | 536  |

| 1962 | 1968 | 1975 | 1982 | 1990 | 1999 | 2005 | 2006 | 2010 |
| ---- | ---- | ---- | ---- | ---- | ---- | ---- | ---- | ---- |
| 526  | 515  | 567  | 669  | 661  | 683  | 670  | 720  | 724  |

| 2015 | 2020 | 2022 | - | - | - | - | - | - |
| ---- | ---- | ---- | - | - | - | - | - | - |
| 768  | 700  | 676  | - | - | - | - | - | - |

## Culture locale et patrimoine

### Lieux et monuments

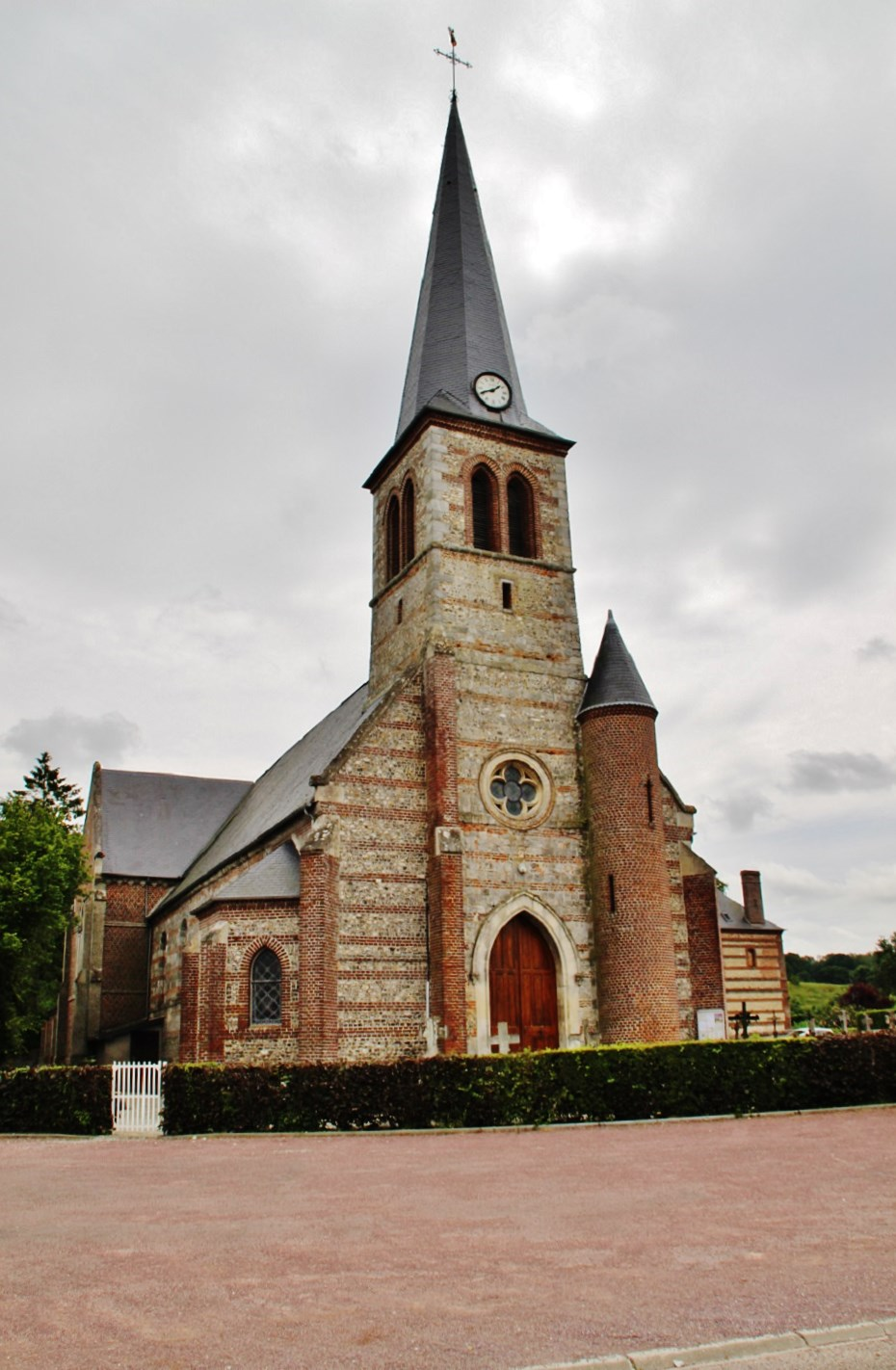
L'église paroissiale Saint-Martin.

La commune comporte trois églises : Saint-Martin de Brachy, Saint-Rémy du hameau de Gourel et l'église du village de Saint-Ouen-sous-Brachy. Celle-ci a été restaurée par des bénévoles et ce travail a reçu le prix Saint François du patrimoine religieux.
Le monument aux morts, inauguré en 1921 à l'intersection de la route de la vallée (RD 2), de l'allée des Sapins et de la route de Luneray (RD 4), surmonté de la statue du Poilu au repos, réalisée par Étienne Camus.

### Personnalités liées à la commune
- Jean Petit (vers 1360-1411), théologien de la Sorbonne né à Brachy, dont le nom reste attaché à l'assassinat de Louis d'Orléans fomenté par Jean sans Peur, duc de Bourgogne, en 1407. À la demande de ce dernier, il rédigea une Apologie du tyrannicide, justification de cet assassinat qu'il prononça à l'hôtel Saint-Pol de Paris le 8 mars 1408[28].

### Héraldique
| Blason de Brachy | Blason  | Coupé de gueules et d'azur, à un pont d'or maçonné de sable brochant sur la partition, accompagné en chef de trois croix ancrées d'or posées en fasces et en pointe d'une roue à aubes du même.                                                                                        |
| Blason de Brachy | Détails | Le pont pour l'étymologie de la commune Brachiacum - passage, pont. Les trois croix pour les trois églises de la commune. La roue à aubes pour son moulin. Les couleurs de gueules et d'or pour la Normandie et l'azur pour la rivière la Saâne. Création adoptée le 19 décembre 2019. |